# وینسنت دوفور
وینسنت دوفور (انگلیسی: Vincent Dufour؛ زادهٔ ۲۴ مهٔ ۱۹۶۸) بازیکن فوتبال اهل فرانسه است.
از باشگاه‌هایی که در آن بازی کرده‌است می‌توان به باشگاه فوتبال رن اشاره کرد.